# Stea de fier
În astronomie, o stea de fier este un tip ipotetic de stea care ar putea să apară în univers în 101500 ani. Premisa din spatele apariției unei stele de fier prevede că fuziunea la rece printr-un tunel cuantic ar face ca nuclee de lumină din materia obișnuită să fuzioneze în nuclee de Fier-56. Fisiunea și emisia de particule alfa ar face apoi ca nucleele grele să se dezintegrarea în fier, ducând la conversia obiectelor cu mase stelare în sfere reci de fier.  Formarea acestor stele este posibilă doar dacă protonii nu se dezintegrează.